# Laluenga (kommunhuvudort)
Laluenga är en kommunhuvudort i Spanien.   Den ligger i provinsen Provincia de Huesca och regionen Aragonien, i den nordöstra delen av landet, 300 km nordost om huvudstaden Madrid. Laluenga ligger 487 meter över havet och antalet invånare är 246.
Terrängen runt Laluenga är huvudsakligen platt. Laluenga ligger uppe på en höjd. Runt Laluenga är det mycket glesbefolkat, med 7 invånare per kvadratkilometer. Närmaste större samhälle är Barbastro, 14,7 km öster om Laluenga. Trakten runt Laluenga består till största delen av jordbruksmark.